# Campiglossa shiraensis
Campiglossa shiraensis är en tvåvingeart som först beskrevs av Munro 1951.  Campiglossa shiraensis ingår i släktet Campiglossa och familjen borrflugor.
Artens utbredningsområde är Tanzania. Inga underarter finns listade.